# Victor Salvi
Victor Salvi (* 4. März 1920 in Chicago, Vereinigte Staaten; † 10. Mai 2015 in Mailand, Italien) war ein US-amerikanischer Harfenist, Harfenbauer und Unternehmer von italienischer Herkunft. Die Firma NSM, in der die nach ihm benannten Salvi Harps hergestellt werden, ist als Produzentin von Konzertharfen weltweit führend.

## Biografie
Victor Salvi wurde 1909 in einer italienischen Musikerfamilie geboren. Sein Vater, ein ursprünglich venezianischer Geigenbauer, war 1909 mit seiner zweiten Frau aus Viggiano bei Potenza in die USA eingewandert. Das Paar hatte fünf Kinder. Victors Schwester Aida wurde Harfenistin an der Oper Chicago, während sein Halbbruder Rodolfo aus der ersten Ehe seines Vaters als Harfenist an der New Yorker Metropolitan Opera von Nicanor Zabaleta als größter Harfenist aller Zeiten gerühmt wurde.
Als Jugendlicher erlernte Victor Salvi das Harfenspiel bei seiner Schwester Aida. Nach einer Tätigkeit im Zweiten Weltkrieg als Harfenist in der United States Navy Band trat er erstmals in Konzerten mit den New Yorker Philharmonikern unter Dimitri Mitropoulos auf. Mit dem NBC Symphony Orchestra nahm er 1950 Claude Debussys La Mer unter der Leitung von Arturo Toscanini auf. Weitere Konzertauftritte erfolgten mit den Dirigenten Bruno Walter, Leopold Stokowski und George Szell. Seine wahre Leidenschaft galt jedoch dem Bau von Harfen. 1954 stellte er in New York seinen ersten Prototyp vor und zog 1955 nach London, um näher am europäischen Markt zu sein. 1957 ließ er sich in Italien nieder und gründete in Genua die Firma  NSM (Abkürzung für Nuovi Strumenti Musicali, „Neue Musikinstrumente“), in der die späterhin weltberühmten Salvi Harps hergestellt werden. 90 Prozent der jährlich etwa tausend hergestellten Instrumente sind für den Export bestimmt. 1974 übersiedelte die Fabrik nach Piasco, einem Dorf im Piemont.  Salvi trug entscheidend zur Entwicklung der Spieltechnik der Harfe bei. 1987 erwarb er seinen Hauptkonkurrenten, den von Insolvenz bedrohten amerikanischen Harfenhersteller Lyon & Healy, um den Vertrieb in Amerika und Europa unter ein Dach zu bringen. Eine im Auftrag von Prinz Charles hergestellte Salvi-Konzertharfe erklang unter anderem 2011 bei der Hochzeit von Prinz William und Catherine Middleton.
Salvi wurde 2004 zum Ehrenmitglied des Royal College of Music in London ernannt und 2014 mit dem Ritterkreuz des Verdienstordens der Italienischen Republik ausgezeichnet. Er starb 2015 in Mailand.